# Nazionalsocialismo

La svastica, simbolo del nazionalsocialismo

Il nazionalsocialismo, chiamato anche nazismo, talvolta anche hitlerismo, è stata un'ideologia di estrema destra che ha avuto la propria massima diffusione in Europa, nella prima metà del XX secolo. Si caratterizza per una visione nazionalista del socialismo radicale, populista, statalista, collettivista, razzista e totalitaria. Nacque subito dopo la prima guerra mondiale in Germania.
Il Partito Nazionalsocialista Tedesco dei Lavoratori (NSDAP) sotto Adolf Hitler salì al potere nel 1933 trasformando il Reich tedesco nel periodo 1933-1945 in un totalitario "Stato Leader", la Germania nazista o Terzo Reich, ispirato completamente all'ideologia nazionalsocialista, all'antisemitismo, al nazionalismo tedesco e al pangermanismo. Con l'invasione della Polonia, nel 1939 innescò la seconda guerra mondiale. L'esperienza nazista come sistema di governo si è conclusa con la resa incondizionata dell'esercito tedesco in data 8 maggio 1945 e la vittoria militare delle contrapposte forze alleate.
Il termine "nazionalsocialismo" ed il concetto di socialismo nazionale, preesistenti al 1919 da almeno un trentennio e di diverso e vario utilizzo, si videro confluire in quell'anno nel nome del DAP, Deutsche Arbeiterpartei, in realtà fondato nel 1903 in Austria, il cui nome venne riutilizzato da Hitler per poi rinominarsi nel 1920 appunto come NSDAP. Hitler ha definito i concetti di nazionalismo e socialismo in modo molto personale: il nazionalismo è citato come la devozione del singolo per la sua comunità nazionale, mentre il socialismo è descritto come una responsabilità della comunità nazionale per l'individuo.
Sono state rintracciate dagli storici molte cause che avrebbero favorito l'ascesa del nazionalsocialismo; tra cui la forte paura di una rivoluzione comunista che, data la pessima situazione economica instauratasi in Germania, era vista come imminente (in questo contesto si inserisce anche l'incendio del Reichstag). Una controrivoluzione preventiva (secondo le parole di Luigi Fabbri) era vista come una soluzione per evitare una rivoluzione comunista. Cionondimeno, la svolta autoritaria fu determinante nello scoppio della seconda guerra mondiale e generò un'impressionante quantità di morti e torture.

## Caratteri generali
Il nazismo esprime una forma nazionalista e totalitaria di movimento d'estrema destra, con iniziali mire operaiste, opposta al socialismo internazionale di stampo marxista. Il termine nazional-socialismo parrebbe un ossimoro, ma l'antitesi che reca in sé, dal momento che il nazionalismo è un movimento nazionale mentre le correnti dominanti del socialismo sono orientate in senso internazionalista e universalista, deriva dalla personale idea hitleriana di concetti in realtà diversamente significanti esposti nell'introduzione. Tuttavia, in America Latina, dopo gli anni trenta, e, nei Paesi afroasiatici nel periodo successivo alla decolonizzazione, molti partiti e governi conciliavano nazionalismo, antiamericanismo e socialismo o almeno una politica statalista in economia.
I fautori di tale corrente sono stati tuttavia oggetto di ostilità crescente da parte di Hitler: la più significativa ondata di persecuzione in questo ambito iniziò il 30 giugno 1934 con la cosiddetta notte dei lunghi coltelli. Il nazismo trae origine dal partito politico guidato dal suo ideologo principale Adolf Hitler, l'NSDAP (Nationalsozialistische Deutsche Arbeiterpartei, "Partito operaio nazionalsocialista tedesco"), ed è basato su un programma politico indicato da questi nel libro Mein Kampf. Una volta raggiunto il potere, esso trasformò il sistema governativo in una spietata dittatura, con un programma sistematico di segregazione e di eliminazione anche fisica degli avversari politici e di persone appartenenti a categorie ritenute inferiori o dannose per la società, quali ebrei, nomadi, omosessuali, appartenenti a piccoli gruppi religiosi come i Testimoni di Geova, portatori di handicap fisico o mentale, massoni, asociali, categorie definite nel complesso con l'aggettivo untermenschen, cioè "sub-umani".
Nel suo Mein Kampf (La mia battaglia), Hitler spiega chiaramente i motivi per cui intende perseguitare queste categorie: «La sconfitta dell'esercito tedesco, invitto, al termine della prima guerra mondiale è scaturita da una pugnalata alle spalle inferta dal giudaismo internazionale con la complicità della massoneria, del bolscevismo internazionale, del nomadismo fomentatore di disordini e del pacifismo propugnato dagli omosessuali e da vasti settori religiosi, tutti quanti sotto l'egida del Papa a Roma».
La Germania di questo periodo storico viene generalmente indicata come Germania nazista, mentre il periodo tra il 1933 ed il 1945 è propriamente conosciuto con il termine di "Terzo Reich" (in tedesco: Das Dritte Reich, traducibile in italiano con la locuzione "Il Terzo Regno"), storicamente riconducibile ai due precedenti imperi tedeschi. Il Primo Reich fu fondato nel 925, dopo la dissoluzione dell'Impero Carolingio, da Ottone I, che fu incoronato da papa Giovanni XII e divenne il primo imperatore del Sacro Romano Impero (962).
Il Primo Reich continuò fino all'inizio del XIX secolo: dopo la pace di Presburgo (odierna Bratislava, capitale della Slovacchia), il 26 dicembre 1805, e la nascita della Confederazione del Reno (uno Stato fantoccio controllato da Napoleone, luglio 1806), Francesco II d'Asburgo rifiutò la corona di imperatore (agosto 1806), mettendo fine così al Primo Reich. Il Secondo Reich corrisponde al nuovo Stato unitario germanico dopo la vittoria sulla Francia (la Germania guglielmina degli Hohenzollern, 1871 - 1918) e venne fondato dal cancelliere prussiano Otto von Bismarck nella città di Versailles (1871).
Il Secondo Reich aveva una struttura federale che venne mantenuta anche dopo la sua caduta, che coincise con la sconfitta tedesca nella prima guerra mondiale e la creazione della Repubblica di Weimar (nota ugualmente come Deutsches Reich, seppure repubblica; infatti, il primo articolo della costituzione della neonata repubblica - 1919 - testualmente così recitava: "Das Deutsche Reich ist eine Republik", ossia, letteralmente, "Il regno germanico è una repubblica"). Nazismo e nazionalsocialismo (in tedesco Nationalsozialismus) erano utilizzati anche all'epoca come sinonimi anche dagli interessati, il primo diventando dominante ed acquisendo una connotazione dispregiativa con la fine della seconda guerra mondiale. Gli aderenti al nazismo sono detti nazisti.

## Ideologia
(Adolf Hitler, Mein Kampf, pag. 37)
In base al Mein Kampf, Hitler sviluppò le sue teorie politiche, partendo dall'osservazione delle politiche dell'Impero austro-ungarico. Egli nacque come cittadino dell'Impero, e credeva che questo fosse indebolito dalla diversità etnica e linguistica. Egli fondava concezione di base del nazionalsocialismo sulla riunificazione di tutti i territori germanofili: Alsazia, Lorena, Svizzera tedesca, Liechtenstein, Lussemburgo, Paesi Bassi, Danimarca, Norvegia, Svezia, Islanda e regioni a prevalenza etnica tedesca in Italia (Alto Adige e porzioni del Veneto abitate da Cimbri e Ladini), Polonia, Cecoslovacchia, Lituania e Lettonia (la regione attorno al porto di Liepāja) ed Ucraina (fino al 1941 era stanziata, tra il basso corso dei fiumi Don e Volga una nutrita comunità di russo - tedeschi, i "Tedeschi del Volga", discendenti dei coloni germanici che la zarina Caterina II, anch'ella d'origini tedesche, aveva chiamato ivi a stanziarsi, nel 1762, e che furono deportati da Stalin nella regione dell'Altai, principalmente).
Un discorso a parte merita il Regno Unito, dove la componente migratoria degli Iuti, dei Sassoni e degl'Angli, iniziata nel 449 d.C. aveva oramai portato ad una fusione troppo profonda con l'originale ceppo indigeno dei Celti, ed un discorso analogo andava fatto con la Francia, dove - pressappoco nelle medesima epoca - avvenne l'immigrazione dei Franchi (originari dell'omonima regione tedesca della Franconia). Mentre la Gran Bretagna avrebbe dovuto allearsi con la Germania, la Francia avrebbe dovuto - dalle parole di Hitler in persona nel suo Mein Kampf - : "...Prima purgare la sua scellerata tracotanza nei confronti del Reich a cominciare dalle imposizioni di Versailles, procedendo con la predazione contro il popolo tedesco nei plebisciti che hanno regalato - nel 1920 - l'Holstein alla Danimarca, Eupen e Malmedy al Belgio, Hultschin (odierna città di Hlučín) alla Cecoslovacchia, Teschen alla Polonia ed alla Cecoslovacchia, l'Alta Slesia, la Prussia Occidentale alla Polonia, per continuare - nel 1923 - con il furto del Territorio di Memel a favore della Lituania, per non citare l'occupazione rapace della Ruhr".
Forte di questa teoria, l'ideologia nazista prevedeva un "focolare unico" ("Vaterland") in cui comprendere tutti i popoli di lingua germanica, il cosiddetto "Pangermanesimo" ("Pangermanismus"), espressa dal motto tipicamente nazista di "Ein Volk, ein Reich, ein Führer!" ("Un solo popolo, un solo stato, un'unica guida politica!"). In ciò non si discostava di molto dai programmi politici adottati da alcune coeve associazioni, quali la Lega Pangermanica (Alldeutscher Verband), la Unione Per la Protezione e la sfida del Popolo Tedesco (Deutschvölkischer Schutz- und Trutzbund), l'Ordine Germanico (Germanenorden) e la Associazione Thule (Thule-Gesellschaft), per non citare la più potente di tutte, che arrivò a contare ben 400 000 iscritti, l'associazione estremista e paramilitare Stahlhelm, Bund der Frontsoldaten (Elmetti d'acciaio, Lega dei veterani). Per quanto concerne l'influenza delle filosofie pseudostoriche tipiche dell'ordinamento della Thule-Gesellschaft sul nazismo, si rimanda alla voce "Misticismo nazista". Quivi giova solo ricordare che tutte le summenzionate società furono sciolte d'ufficio tra il 1933 ed il 1935 ed i loro iscritti vennero tesserati d'ufficio nel Partito Nazista stesso.
Inoltre, vedeva la democrazia come una forza destabilizzante perché poneva il potere nelle mani delle minoranze etniche, che erano perciò incentivate a indebolire ulteriormente l'Impero (prendendo ad esempio il sempre più cosmopolita Impero Austriaco, che vedeva sua la minoranza di lingua tedesca perdere via via la sua importanza man mano che lo stato si ingrandiva, situazione ulteriormente accentuata dalla concessione del suffragio universale nel 1906). Secondo i nazisti, un ovvio errore di questo tipo è quello di permettere o incoraggiare il plurilinguismo all'interno di una nazione. Questo è il motivo per cui i nazisti erano così preoccupati di unificare i territori abitati da popolazioni di lingua tedesca. Lo stato, nell'ideologia nazista, altro non è che un'autorità messa al servizio del partito (a differenza di quanto avvenne in Italia, dove il Partito Fascista venne, all'opposto, messo al servizio dello Stato), da cui trae la giustificazione d'essere.
Nella concezione hitleriana, il Terzo Reich avrebbe dovuto - almeno - eguagliare per durata temporale il Primo Reich. In quest'ottica si colloca il "Tausendjähriges Reich", ovvero il "Reich millenario" della propaganda nazista. Il cuore dell'ideologia nazionalsocialista era il concetto di razza. La teoria nazista ipotizzò la superiorità della razza ariana come "razza dominante" su tutte le altre e in particolare sulla 'razza ebraica'. Il concetto di "razza" è l'essenza della dottrina pseudoscientifica nazista: per il nazionalsocialismo una nazione è la più alta espressione della razza, quindi una grande nazione è la creazione di una grande razza.
La teoria dice che le grandi nazioni crescono con il potere militare, e ovviamente il potere militare si sviluppa da culture civilizzate e razionali. Queste culture naturalmente crescono da razze dotate di una naturale buona salute e con tratti di aggressività, intelligenza e coraggio ("Weltanschauung"). Le nazioni più deboli sono quelle la cui razza è impura: sono perciò divise e litigiose, e quindi producono una cultura debole. Le nazioni che non possono difendere i loro confini erano quindi definite come le creazioni di razze deboli o schiave. Le razze schiave erano ritenute meno meritevoli di esistere rispetto alle razze dominanti. In questa ottica, Hitler cita la razza ebraica come una razza particolarmente sana e intelligente, proprio a causa della sua "purezza" (intesa come la non mescolanza con altre razze, data la segregazione secolare). Questo genere di purezza sarebbe dunque quella a cui avrebbe dovuto aspirare la "razza germanica": in seguito il nazismo tentò di dimostrare scientificamente queste affermazioni con esperimenti di grande violenza. Comunque, da qui la contrapposizione tra la "razza eletta" (di stirpe germanica, "Herrenmenschen") e le razze inferiori ("Untermenschen") il cui còmpito era quello di occuparsi dei lavori pesanti a tutto beneficio della classe dominante.
In particolare, se una razza dominante necessitava di "spazio vitale" ("Lebensraum"), si riteneva avesse il diritto di prenderlo e di eliminare o ridurre in schiavitù le razze schiave indigene. Come conseguenza, le razze senza una patria venivano definite "razze parassite" (o "razze bastarde"): più gli appartenenti a una razza parassitaria erano ricchi e più virulento era considerato il parassitismo. Una "razza dominante" poteva quindi, secondo la dottrina nazista, rafforzarsi facilmente eliminando le "razze parassitarie" dalla propria patria, addirittura interi popoli, che si ritenevano essere - stando alle parole di Hitler medesimo nel suo Mein Kampf - "...Parassiti e bastardi, indegni di vivere. Questa era la giustificazione teorica per l'oppressione e l'eliminazione fisica degli ebrei e degli slavi. L'uomo che riconosce queste "verità" era detto "capo naturale", quello che le negava era uno "schiavo naturale". Lo spazio vitale identificato da Hitler corrisponde geograficamente alla Russia nella sua parte europea fino al Mar Caspio ed agli Urali, e la conquista violenta di tale area geografica prefigurava uno dei capisaldi dell'ideologia nazista, il "Drang nach Osten" (traducibile in italiano, all'incirca, con la frase: "Slancio verso Oriente").
Gli schiavi, soprattutto quelli intelligenti, si riteneva cercassero sempre di ostacolare i padroni promuovendo false religioni e dottrine politiche. Per iniziare a diffondere questo pensiero e farlo assimilare dalla popolazione venivano mostrati filmati di tedeschi deformi, fisicamente o mentalmente, fatti giungere adagio adagio da tutta la Germania in alcuni centri di raccolta, mettendo in evidenza i loro problemi fisici e mentali; furono questi i primi esseri umani bruciati nei forni dai nazisti. All'inizio queste operazioni di sterminio erano fatte di nascosto: solo gli abitanti del luogo si accorgevano che, dopo ogni arrivo, dai camini di questi centri di raccolta usciva una grossa quantità di ceneri e forti odori.
Si usarono i mezzi di comunicazione dell'epoca, soprattutto le riprese cinematografiche, per far accettare alla gente queste pratiche come qualcosa di necessario per il bene comune. Vennero inoltre prese informazioni su molte persone per verificare se effettivamente erano originarie della Germania o avevano parentele non ariane. Venne sviluppato un ideale di persona ariana con determinate caratteristiche (colore degli occhi, dei capelli, ecc.): molte donne tedesche che corrispondevano a tali caratteristiche erano costrette a unirsi a uomini tedeschi per generare figli di razza pura ariana. Tutto questo venne fatto in apposite strutture ("Lebensborn", alla lettera: "Sorgente vitale") dove ogni bambino non aveva una madre o un padre, ma doveva essere allevato alle ideologie naziste fin da piccolissimo in modo da poter un giorno servire la patria dove meglio erano le sue attitudini.

Simbolo del Partito Nazionalsocialista Tedesco.

Nell'ideologia nazista, il vertice più elevato era occupato dalla stirpe germanica. A seguire venivano le altre popolazioni indoeuropee (sebbene antistoricamente Hitler considerasse slavi e zingari non indoeuropei), quindi le altre razze. Addirittura, nel caso della razza germanica, qualora l'esito della guerra per la supremazia avesse impedito il conseguimento dello "Spazio Vitale", era previsto un suo trasferimento in una regione a cavallo delle Alpi, il cosiddetto "Alpenfestung" proprio per preservarla dalla contaminazione con le razze "meno nobili". È comunque un fraintendimento pensare che il nazismo fosse incentrato "solo" sulla razza. Le radici ideologiche del nazismo sono molto più profonde e possono essere trovate nella tradizione romantica dell'Ottocento, nonché in diversi ideologi nazionalisti austriaci e tedeschi a cavallo di Otto e Novecento; l'antisemitismo europeo invece ha radici più antiche.
Molto spesso il pensiero del filosofo tedesco Friedrich Nietzsche è indicato come principio del nazismo, soprattutto nella descrizione del "Oltreuomo", anche "Superuomo" o Übermensch in tedesco (Hitler stesso si dichiarò tale); bisogna tuttavia ricordare che Nietzsche non solo era profondamente infastidito dagli antisemiti, ma che mai nei suoi libri pubblicati prima della morte aveva inteso in senso razziale il primato dell'Oltreuomo, da intendersi piuttosto come intellettuale ed esistenziale (il filosofo, oltretutto, era contrario alla concezione di superiorità dello stato; anzi, era ben convinto che l'individuo fosse oltre la nazione). Nonostante ciò non si può negare che molti motivi ripresi dal nazismo - l'esaltazione della volontà prevaricatrice, il disprezzo per i valori cristiani e la celebrazione della potenza dell'uomo come valore primario - siano effettivamente parte integrante del pensiero nietzscheano.

## Correnti del Nazionalsocialismo
Vi sono fondamentalmente due correnti di nazionalsocialismo, distinte dalle pratiche economiche e sociali:
- lo Strasserismo è a volte considerato come il vero nazionalsocialismo, rappresentato in un primo momento da Gregor Strasser e, dopo la sua uccisione durante la notte dei lunghi coltelli, principalmente dal fratello minore Otto attraverso il progetto politico del Fronte Nero. Abolisce la moneta, è fortemente anticapitalista e agrarista, infatti esso propone la creazione di uno stato federale socialista che comprenda tutti i popoli germanici in cui il contadino sia la chiave della società e gli operai siano equamente distribuiti sul territorio in modo da evitare un'eccessiva urbanizzazione. La corrente è generalmente considerata più di sinistra, riprendendo più il socialismo che il nazionalismo, tanto da essere anche stata accostata al nazionalbolscevismo di Ernst Niekisch.
- l'Hitlerismo, invece, è fortemente imperialista e punta ad arrivare a un sistema keynesiano. Fortemente antisemita, conservatore, populista e totalitario, ha come primo obiettivo la salvaguardia della presunta razza ariana. Questa corrente è perfettamente considerabile di estrema destra in quanto, a differenza del succitato strasserismo, propone tutto l'accentramento del potere in un unico Führer (leader) che guidi il Volk (popolo). Questa corrente, già maggioritaria, diventerà l'unica presente nel Partito Nazionalsocialista Tedesco dei Lavoratori dopo l'espulsione degli strasseristi.

## Analisi e riflessioni sul nazismo

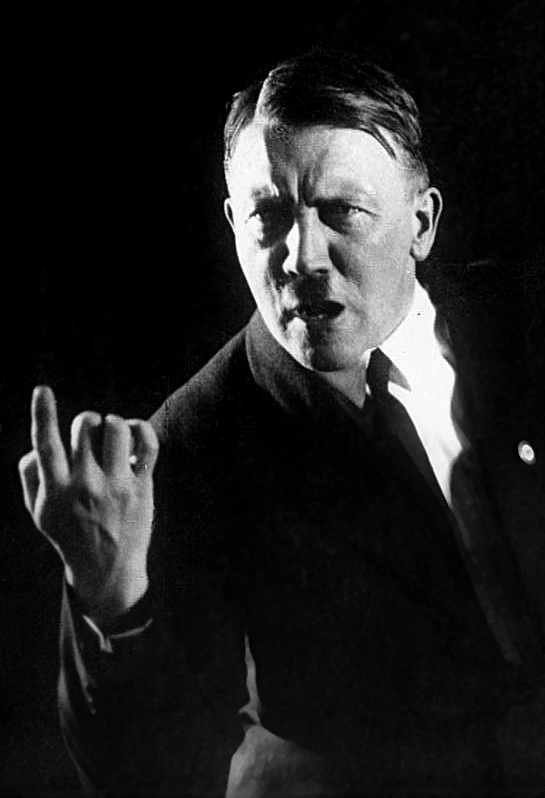
Adolf Hitler nel 1932

Secondo Bertrand Russell, il nazismo proviene da una tradizione differente da quella del capitalismo liberale o del comunismo. Quindi, per comprendere il nazismo è necessario esplorare le sue connessioni, senza banalizzare il movimento come venne fatto al suo apice negli anni trenta e accantonarlo come poco più grave del razzismo. Molti storiografi sostengono che l'elemento antisemita, che non esisteva nei movimenti affini come il fascismo italiano e spagnolo (che comunque precedettero il nazismo e a cui Hitler comunque si ispirò), venne adottato da Hitler per far guadagnare popolarità al movimento.
Il pregiudizio antisemita era comunque molto comune tra le masse dell'Impero tedesco, così come in molte città europee, dove gli ebrei hanno vissuto a lungo in zone separate dal resto della popolazione (ghetti): tale pregiudizio era anche supportato da affermazioni di intellettuali di diversa estrazione, da Voltaire ad Adam Smith. Diversi storici hanno sostenuto che l'accettazione di massa del nazismo richiedeva l'antisemitismo (con la tattica di creare un nemico comune, gli ebrei, che già costituiva una minoranza e dunque più debole), così come l'adulazione dell'orgoglio ferito delle genti tedesche dopo la sconfitta della prima guerra mondiale. Tale situazione è anche descritta dall'economista John Maynard Keynes, in un saggio dove si afferma che le eccessive punizioni richieste dall'Inghilterra avrebbero annientato l'economia tedesca, creando una situazione di instabilità politica che avrebbe rischiato di causare una nuova guerra in Europa. Le origini del nazismo e dei suoi valori provengono anche dalla tradizione del movimento romantico degli inizi del XIX secolo e dai suoi elementi nazionalisti dell'epoca precedente all'unificazione tedesca del 1870 e che esaltavano le tradizioni comuni degli stati tedeschi. Forza, passione, mancanza di ipocrisia, valori tradizionali della famiglia e devozione alla comunità erano considerati valori germanici e nazionalsocialisti.
Parte degli ideologi nazisti tentò di rivitalizzare l'antica religiosità germanica in generale - ed odinista in particolare - al fine di contrapporla alle confessioni cristiane viste come un'antitesi alla più pura spiritualità germanica e nordeuropea. Un'altra corrente vedeva il nazismo come forma di spiritualismo, ispirato al cosiddetto cristianesimo positivo germanico, che avrebbe dovuto combattere lo spirito giudaico che aveva impregnato le chiese cristiane, in particolare quella cattolica.
Secondo Paul Matussek ed altri, il nazismo risulta esser l'espressione di un'esasperazione del nazionalismo, in cui il popolo tedesco viene - nel suo complesso (e, quindi, anche nella sua componente "proletaria") ad esser elevato al rango di unica rappresentanza della nazione medesima. Hitler stesso, in qualità di "Guida" ("Führer", la traduzione letterale del termine italiano "Duce") del popolo germanico assommava in sé sia la carica di capo del partito, sia quella di cancelliere (primo ministro), che quella di presidente della repubblica.

## Teoria economica

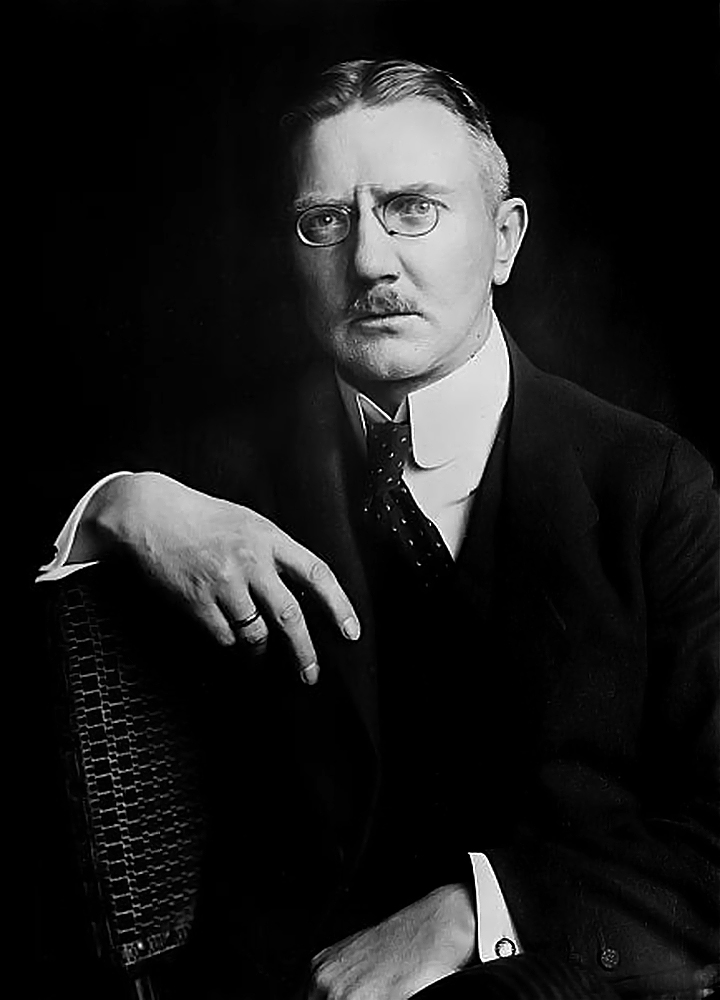
Hjalmar Schacht

La teoria economica nazista era immediatamente preoccupata da problemi di economia interna e aveva separatamente delle concezioni ideologiche sull'economia internazionale. Hitler si riproponeva di risolvere quattro problemi che affliggevano la Germania:
- L'eliminazione della disoccupazione
- L'eliminazione dell'iperinflazione
- L'espansione della produzione di beni di consumo per migliorare il tenore di vita delle classi sociali medio-basse.
- La produzione, il commercio e la vendita unicamente di beni prodotti dalla nazione stessa, fino a giungere all'autarchia.

Il programma del partito nazionalsocialista del 1920 prevedeva la "statizzazione di tutte le imprese associate (trusts) esistenti". Tutti questi obiettivi erano intesi ad indirizzare le imperfezioni percepite della Repubblica di Weimar e a solidificare il supporto popolare del partito. In questo l'NSDAP ebbe molto successo. Tra il 1933 e il 1936 il PIL della Germania Nazista crebbe con un tasso medio annuo del 9.5%, e il tasso della sola crescita industriale fu del 17.2%, l'iperinflazione venne efficacemente combattuta. Questa espansione lanciò l'economia tedesca fuori da una profonda depressione ottenendo nel 1933 una moratoria, cioè la sospensione del pagamento dei danni di guerra che Hitler aveva promesso durante la campagna elettorale e portò lo stato al pieno impiego in meno di quattro anni.
I consumi pubblici nello stesso periodo crebbero del 18,7%, mentre quelli privati del 3,6% annuo. Siccome questa produzione era primariamente "di consumo" la pressione inflazionistica risollevò la testa, comunque ben inferiore rispetto al periodo della Repubblica di Weimar. La corsa sfrenata al riarmo, la creazione di un'imponente macchina bellica (e le concomitanti pressioni per il suo utilizzo), hanno portato alcuni commentatori alla conclusione che la guerra in Europa era inevitabile solo per motivi meramente economici. Questo non vuol dire che altre e più importanti considerazioni politiche non siano da biasimare. Significa solo che l'economia è stata, ed è, soprattutto in riferimento alla teoria marxista-leninista, uno dei fattori primari che motivano qualsiasi società ad andare in guerra.
Molti dei fondi con cui venne finanziato il riarmo nazista - com'ebbe ad affermare il ministro dell'economia nonché presidente della Reichsbank della Repubblica di Weimar, Hjalmar Schacht, al Processo di Norimberga - furono finanziati dai lavoratori tedeschi medesimi, attraverso un sistema di "rapina dei fondi accantonati per il pensionamento" e l'ideatore del prelievo forzato fu il gerarca Robert Ley, a capo del sindacato nazista unico, il DAF (Deutsche Arbeitsfront, il Fronte tedesco del lavoro). Sul piano internazionale, il partito nazista accreditava che una cabala bancaria internazionale fosse responsabile della depressione degli anni trenta.
Il controllo di questa cabala venne identificato nel "gruppo etnico" dei giudei, fornendo così un altro tassello alla motivazione ideologica per la distruzione degli ebrei nell'olocausto. Comunque, l'esistenza di grosse banche internazionali o banche d'affari era ben nota a quei tempi. Molte di queste organizzazioni erano in grado di esercitare influenza sugli stati nazionali tramite il rifiuto o la concessione di crediti, e la Repubblica di Weimar era particolarmente vulnerabile a questa minaccia per via delle esose riparazioni di guerra pretese soprattutto dalla Francia. Questa influenza non era limitata ai piccoli stati che precedettero la creazione dell'Impero tedesco come entità nazionale negli anni 1870, ma si ritrova nella storia di tutti i principali stati europei a partire dal XVI secolo.
Infatti, alcune compagnie transnazionali del periodo tra il 1500 e il 1800 (la Compagnia olandese delle indie orientali ne è un buon esempio) vennero formate specificamente per ingaggiare guerra su procura di un coinvolgimento governativo, invece che essere l'opposto. Utilizzando una nomenclatura più moderna, è possibile dire che il partito nazionalsocialista fosse contro il potere delle corporazioni transnazionali. Questa semplice posizione anti-corporativa è condivisa da molti partiti di centro-sinistra così come da molti gruppi politici che si rifanno al socialismo libertario. Quando Hitler assurse al potere, ben 7,5 milioni di tedeschi erano disoccupati, all'incirca il 20% della forza lavoro. Tra i primi provvedimenti che il governo nazista adottò, ci furono la nazionalizzazione della Reichbank e l'inconvertibilità del Reichmark sia verso l'oro, che verso le altre monete.
Il primo provvedimento mirava a colpire gl'interessi di banche private, sottraendo loro la produzione di moneta. Il secondo provvedimento bloccava la speculazione sulla moneta tedesca, imponendo un cambio fissato per legge e non variabile in base alle velleità del mercato dei cambi. Le mosse successive furono il porre l'ultimatum al mondo industriale tedesco: come contropartita all'abrogazione del diritto di sciopero ed all'incremento dell'orario lavorativo, al congelamento perpetuo delle rivendicazioni salariali dei lavoratori, all'impossibilità del licenziamento da parte del lavoratore e del datore di lavoro, ed unitamente allo scioglimento del sindacato, il partito nazista impose l'immediata cessazione dell'apertura di sedi produttive all'estero, l'assunzione di manodopera unicamente tedesca, il vincolo per impianti e capitali di risiedere in Germania.
Al contempo, venne instaurato un protezionismo tendente all'autarchia, in quanto venivano prodotti beni a consumo esclusivamente interno. Per beni o materie prime non disponibili sul territorio nazionale, se indispensabili, questi venivano importati e pagati con prodotti finiti tedeschi, una specie di baratto che, una volta di più, tagliava fuori gl'istituti finanziari e la speculazione. Con l'introduzione del Piano Quadriennale le aziende che non si adeguavano al piano erano passibili di nazionalizzazione senza indennizzo, eventualità che nella realtà si verificò raramente anche durante la guerra. Al fine di non creare inflazione ed aggravare il bilancio dello stato ed il debito pubblico si ricorse ad uno strumento tipico dei mercati chiusi e degli stati dittatoriali, l'utilizzo d'una speciale tipologia d'obbligazione, circolante unicamente entro i confini naturali ed a valore prefissato e costante (non pagava cedole), la Metallurgische Forschungsgesellschaft, ("MEFO").
Queste obbligazioni (o - meglio - questo genere di cambiale), assieme al lavoro che gratuitamente ogni studente doveva prestare per un mese all'anno a favore dello stato, finanziarono la nascita della rete autostradale tedesca (circa 3.000 km). L'istituto che presiedeva i lavori autostradali era la "Autobahn" ("autostrada" in tedesco), l'equivalente dell'italiana IRI. Lo scopo ufficiale era quello di favorire la motorizzazione di massa in Germania, mentre - in realtà - le autostrade sarebbero servite allo spostamento celere del neorisorto esercito di massa tedesco. Anche la creazione della Volkswagen ("Auto del popolo", in tedesco) si inserisce in questo preciso contesto. Essa avrebbe dovuto produrre un'auto a "popolare" ad un prezzo molto basso, 990 marchi (al tempo solo 1 tedesco su 50 era possessore di un'automobile), in base alle specifiche tecniche che Hitler concordò con la Porsche.
Nessuna azienda privata si sarebbe potuta permettere un progetto così faraonico, per mancanza di guadagno a fronte delle spese sostenute. Il modello prescelto per la produzione diventerà la prima automobile riprodotta su un francobollo e la più venduta automobile di ogni epoca, la famosa "Maggiolino". Nel 1938 Hitler decise che lo Stato avrebbe dovuto produrla ed ordinò al DAF, cioè alla manodopera gratuita, di costruire l'impianto, all'avanguardia per lo standard dell'epoca, a Fallersleben, attualmente un distretto Wolfsburg. Il DAF anticipò una parte del denaro necessario, ma il resto lo misero i cittadini con un prelievo forzoso dallo stipendio.
Le automobili prodotte furono poche, in quanto la fabbrica venne quasi immediatamente convertita alla produzione di veicoli militari. Il regime nazista non poteva ammettere alcuna forma di autonomia politica od economica entro i confini nazionali. Già nel 1933, in base al "Decreto dei pieni poteri" vennero abolite le tradizionali divisioni amministrative tedesche, i Länder, e sostituite da distretti politico - amministrativi altamente centralizati, i Gaue. È importante notare che la concezione di "economia internazionale" del partito nazista era molto limitata.
Come il termine "nazionalsocialista" della sigla NSDAP suggerisce, la motivazione primaria del partito era quella di incorporare le risorse internazionali all'interno del Reich con la forza, piuttosto che con il commercio (si confronti con il socialismo internazionale praticato dall'Unione Sovietica e con l'organizzazione per il commercio detta COMECON). Questo rende la teoria economica internazionale un fattore a supporto dell'ideologia politica, piuttosto che il piano centrale di una piattaforma, come è in molti partiti politici moderni.
Dal punto di vista economico, nazismo e fascismo sono collegati in quanto il primo si ispira al secondo, pur rimanendo separato nell'ideologia. Il nazismo può essere considerato un caso particolare: il controllo completo del governo su finanza e investimenti (allocazione del credito), industria e agricoltura. Nonostante ciò, in entrambi i sistemi, il potere corporativo ed i sistemi basati sul mercato per la formazione dei prezzi esistono ancora. Citando Benito Mussolini: «Il fascismo dovrebbe più appropriatamente chiamarsi corporativismo perché è una fusione tra Stato e potere corporativo».
Piuttosto che uno Stato che richiede beni alle imprese ed alloca le materie prime necessarie alla produzione (come nei sistemi socialisti), lo Stato paga per tali beni. Questo permette ai prezzi di giocare un ruolo essenziale nel fornire informazioni sulla scarsità dei materiali, o nello specificare le richieste in termini di tecnologia e lavoro (compresa l'educazione per il lavoro specializzato) necessarie alla produzione dei beni. Questa idea venne mantenuta per tutto il tempo in cui tenne il potere, con il controllo statale usato come mezzo per eliminare il presupposto conflitto nelle relazioni tra dirigenza e forza lavoro.
Assieme all'industria che avrebbe operato in un sistema protetto da barriere doganali, al commercio svincolato dalle banche e dal regime aureo, anche l'agricoltura sarebbe stata regolata da ferree leggi in merito. Nello statuto programmatico del 1920, il punto 17 riguardava esplicitamente la questione agraria: "Sosteniamo una riforma agraria che si accordi ai nostri requisiti nazionali, e l'introduzione di una legge che espropri senza indennizzo i possidenti di qualsiasi terreno che sia necessario agli scopi comuni. L'abolizione degli interessi sui prestiti all'agricoltura e il divieto di tutte le speculazioni sulla terra." Era il principio del “Blut und Boden” (“Sangue e terra”) e del “Brot und Arbeit” (“Pane e Lavoro”) che vedeva nello stato il garante supremo della prosperità economica della nazione, della sicurezza lavorativa dei cittadini, dell'abolizione delle disparità salariali, del mantenimento della pace sociale, del giusto profitto degli industriali, del controllo ferreo delle banche e delle finanze (ispirato il tutto dal fascismo italiano).
Nel settembre del 1933, venne emanata una legge mutuata dalla costituzione dell'antica Sparta, che regolava l'ereditarietà della terra. Con questa legge si stabiliva che i contadini dovessero possedere un appezzamento minimo di terreno che consentisse loro di vivere convenientemente, a prescindere da eventuali fluttuazioni del mercato, e stabiliva l'estensione minima del terreno. Il terreno offerto ai contadini a condizioni economiche assai vantaggiose (era possibile anche il riscatto a rate senza interessi maturandi) era ereditario ma inalienabile. Tuttavia, non si arrivò all'esproprio dei latifondi, né alla suddivisione dei terreni in lotti tutti di egual estensione, come invece fece Licurgo.
Richard Walther Darré costituì poco dopo un ufficio che presiedesse all'intera politica agricola nazionale. Lo scopo del Reichnährstand era quello di conseguire la completa indipendenza alimentare della Germania e di mantenere i prezzi dei prodotti agricoli ad un livello tale da salvaguardare i profitti dei produttori senza privare i cittadini delle derrate alimentari indispensabili, e senza scendere al di sotto del minimo fabbisogno calorico individuale quotidiano.

### Nazismo e liberismo economico
Il nazismo era profondamente avverso al libero mercato, oltre che al comunismo. Secondo un recente studio si affronta una nuova teoria, in base alla quale il nazismo, una forma di statalismo frammista ad un nazionalismo esasperato si concretizzò quale reazione alla diseguaglianza economica nella società liberista tedesca della Repubblica di Weimar. Infatti, si identificano alcuni concetti, tali per cui, non si possono scindere gli eventi storici tra il 1914 ed il 1945. Secondo l'autore, infatti, la prima e la seconda guerra mondiale vanno visti come un unico conflitto inframmezzati da un ventennio di "pace armata". A sostegno della propria tesi porta i seguenti argomenti:
- Stati Uniti e Germania hanno sviluppato una crescita economica - per certi versi - sovrapponibile. La Germania a partire dal 1871 si andò affermando nel ramo della chimica industriale e nella siderurgia. Gli Stati Uniti, a partire dalla recessione del 1873 compirono passi da gigante nell'industria automobilistica ed essi stessi nella siderurgia.
- La competizione economica non era rivolta contro la Gran Bretagna, sia da parte tedesca che americana. Entrambi i contendenti cominciarono ad acquisire una quota crescente dei mercati mondiali, soprattutto a spese della Gran Bretagna, la cui economia mostrava segni di costante recessione. Quindi, Stati Uniti e Germania erano in lotta reciproca per affermare l'egemonia economica.
- La Germania, durante la prima guerra mondiale, con la guerra sottomarina illimitata e con il telegramma Zimmermann fece di tutto per provocare gli Stati Uniti al confronto bellico. L'intervento bellico americano fece pendere l'ago della bilancia a favore della Triplice intesa e provocò la sconfitta degli imperi centrali. Il problema è che gli Stati Uniti difficilmente avrebbero potuto rimanere neutrali in ogni caso, avendo prestato ingenti capitali alla Gran Bretagna, ma - soprattutto - alla Francia. In caso di sconfitta della Triplice Intesa, gli imperi centrali avrebbero semplicemente impedito alle due nazioni di onorare il proprio debito.
- Proprio per poter recuperare i propri crediti verso Gran Bretagna e Francia, gli Stati Uniti aiutarono la Germania, almeno fino al 1929, quando avvenne il crollo della borsa americana di Wall Street per risanare l'economia germanica. Le riparazioni esorbitanti che i vincitori imposero alla Germania avevano anche lo scopo di rimborsare gli Stati Uniti, oltre al fine di impedire in eterno la rinascita economica e militare della nazione tedesca.
- I nazisti furono feroci oppositori di ogni intervento americano ed, ovviamente, anche delle riparazioni belliche. Tentarono in ogni modo di sabotare il piano Dawes e, una volta giunti al potere, denunciarono unilateralmente le riparazioni di guerra ed intrapresero la via del riarmo accelerato.
- Il concetto nazista del cosiddetto Impero Millenario (Tausendjähriges Reich) mirava alla creazione di un vasto impero in Europa, Asia ed Africa in cui l'economia corporativa ed autosufficiente avrebbe impedito al capitalismo americano di poter operare. L'aiuto dei "neutrali" Stati Uniti offerto alla Gran Bretagna, sia in termini monetari che di materiale bellico, implicitamente poneva la potenza americana in una guerra non dichiarata con la Germania nazista. La Legge sugli affitti e sui prestiti (Lend and Lease Act), nel marzo del 1941, non fece che esasperare la tensione latente, sebbene Hitler avesse dato ordine ai sommergibili di affondare gli incrociatori americani unicamente quando fossero pervenuti nelle acque territoriali britanniche, come contromisura alla guerra segreta americana.

## Effetti

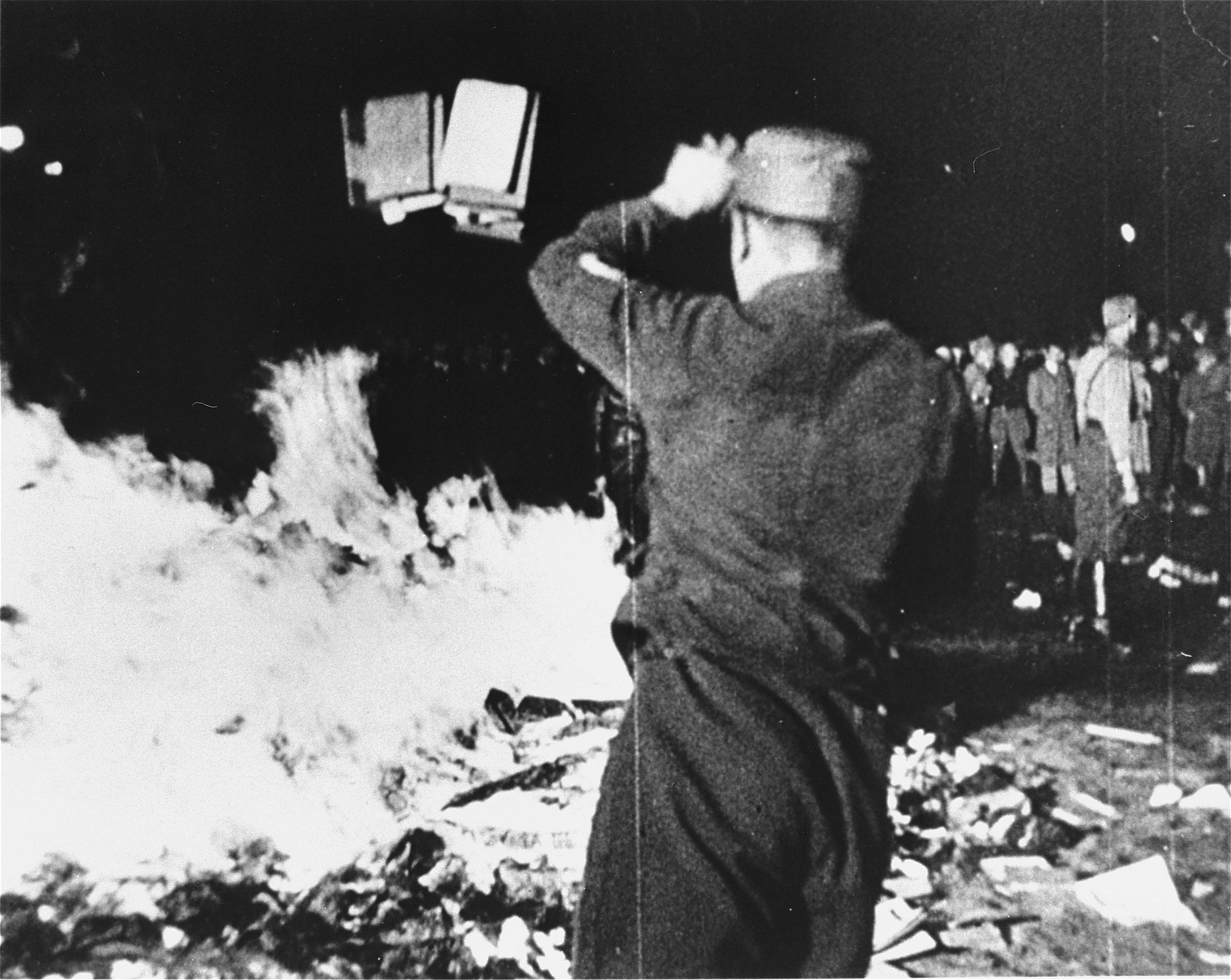
Rogo dei libri nel 1933.

Queste teorie vennero usate per giustificare un programma politico totalitario di odio e soppressione razziale, usando tutti i mezzi dello Stato e soffocando il dissenso.
Il regime nazista enfatizzò l'anticomunismo, in particolare dopo la rottura con l'Unione Sovietica avvenuta nel '42, e la «supremazia del capo» (Führerprinzip), un elemento chiave dell'ideologia nel quale il governante viene ritenuto come un'incarnazione del movimento politico e della nazione. Similmente alle ideologie fasciste, il nazismo era virulentemente razzista. Alcune delle manifestazioni del razzismo nazista furono:
- antisemitismo, che culminò nell'olocausto;
- nazionalismo etnico, incluse le nozioni di tedeschi come Herrenvolk ("razza dominante") e Übermensch ("superuomo");
- un credo nel bisogno di purificare la razza tedesca attraverso l'eugenetica, che culminò nell'«eutanasia» dei disabili (si veda Aktion T4);
- omofobia, che portò all'internamento di più di 10 000 persone omosessuali.

Anche l'anti-cristianesimo faceva parte dell'ideologia nazista, analogamente alle politiche comuniste, socialiste o socialiste internazionali.

### Contro effetti
Probabilmente il principale effetto intellettuale è stato che le dottrine naziste hanno screditato il tentativo di usare la sociobiologia per spiegare o influenzare le questioni sociali per almeno due generazioni successive alla breve esistenza della Germania nazista. Sempre dal punto di vista scientifico, anche la geopolitica come disciplina visse fino agli anni '80 un certo abbandono, essendo stata associata al determinismo nazista.

## Personaggi e storia

Bandiera di guerra del Reich

La figura principale del nazismo fu Adolf Hitler, che governò la Germania Nazista dal 30 gennaio 1933 fino al suo suicidio avvenuto il 30 aprile 1945; guidò il Terzo Reich nella seconda guerra mondiale e fu responsabile dell'uccisione di oltre 40 milioni di persone, 21 milioni solo in Unione Sovietica. Sotto Hitler, il nazionalismo etnico e il razzismo vennero uniti assieme attraverso un'ideologia militarista per servire i suoi fini.
Dopo la guerra, molti esponenti di spicco del nazismo vennero condannati per crimini di guerra e contro l'umanità al Processo di Norimberga. Il simbolo dei nazisti era la svastica (destrogira, cioè orientata in senso orario, contrariamente al simbolo solare tradizionale). Trattasi di un antico simbolo, utilizzato da diverse culture in diverse epoche storiche (ad es. è presente sui vasi etruschi provenienti dalla necropoli di Populonia e nelle pitture cretesi del palazzo di Cnosso). Il simbolo è una stilizzazione del disco solare e, secondo le teorie esoteriche di Helena Petrovna Blavatsky di fine Ottocento, a cui il nazismo s'ispirò in sommo grado, presentava un significato ambivalente: di buon auspicio, se volta a sinistra (mutuato dal sanscrito); viceversa, di cattiva sorte (e quella nazista era di questo secondo tipo) se volta a destra. Il partito nazionalsocialista nacque nel primo dopoguerra, rimase a lungo un piccolo partito ma dopo la crisi del '29 che aveva provocato una gravissima crisi economica in Germania, si rafforzò notevolmente e divenne il primo partito, mentre il secondo partito era il KPD, il partito comunista. In quegli anni numerosissimi furono gli scontri armati fra i due partiti. I comunisti ritenevano "principale nemico" il partito socialista e non presero alcuna iniziativa a livello parlamentare contro i nazisti.

## Nazismo e fascismo
Il termine nazismo viene spesso erroneamente identificato con il termine fascismo. In particolare, il termine nazifascismo, nato nella seconda guerra mondiale, tende a inglobare le due differenti esperienze storiche. Anche se il nazismo utilizzò elementi stilistici del fascismo italiano (immediatamente il pensiero corre al cosiddetto "saluto romano"), ispirandosi ad esso, è possibile distinguerne le differenze. Aspetti simili tra i due regimi furono la dittatura totalitaria, l'avversione per i movimenti socialisti e comunisti (nel nazismo l'avversione fu solo momentaneamente sospesa con il Patto Molotov-Ribbentrop), l'irredentismo territoriale e la teoria economica di base.

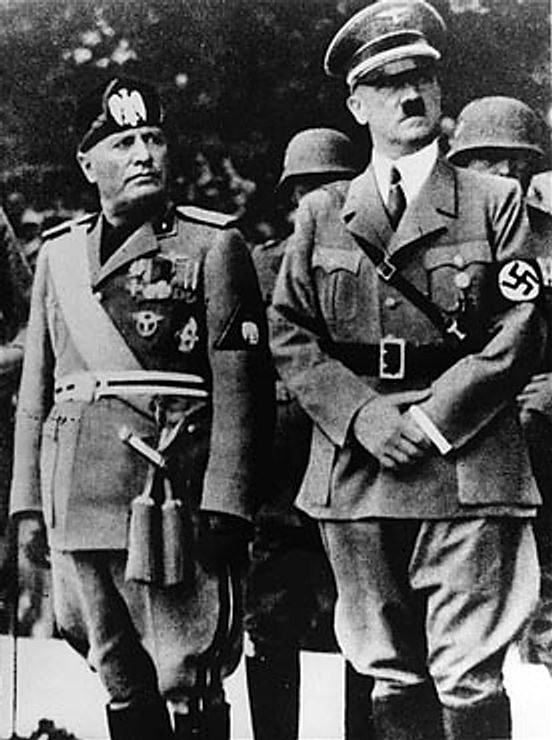
Mussolini e Hitler.

Ma nelle origini ci sono differenze molto significative. Il principio di totalità nel nazismo proviene dalla razza, mentre lo Stato è il mezzo per realizzarne la purezza. Nel fascismo è lo Stato il principio totale, non mezzo, ma fine esso stesso. Come afferma Eugene Davidson, mentre il fascismo mise il partito al servizio dello stato, il nazismo capovolse la visione politica mettendo lo stato al servizio del partito, anche perché, mentre Mussolini doveva rispondere ad un sovrano del proprio operato in qualità di primo ministro, dal 1934 Hitler assunse sia la carica di primo ministro che di presidente del Reich e non doveva rispondere ad alcuno delle proprie azioni (Mussolini - come poi avvenne - poteva esser sfiduciato e costretto alle dimissioni, ma Hitler era costituzionalmente inamovibile).
Il nazismo fu difatti esplicitamente e radicalmente razzista fin dai suoi inizi; con Benito Mussolini il fascismo farà proprie la teorie e la pratica dell'antisemitismo solo nel 1938, nel momento in cui diventerà subordinato all'alleanza con Hitler, sebbene i tratti del razzismo nei confronti di alcune popolazioni (per esempio africani e slavi) fossero ben presenti fin dal suo affermarsi. Nel nazismo il principio unificatore è biologico, nel fascismo prettamente ideologico. A Trieste, che a partire dal settembre 1943 fu inglobata nell'amministrazione del terzo Reich tedesco, venne costruito un campo di concentramento e di sterminio: la risiera di San Sabba.
Il nazismo interpreta la storia alla luce dell'appartenenza etnica a un non meglio identificato ceppo ariano, mescolando riti pagani con tradizioni esoteriche, il fascismo si ispira alla grandezza della Roma antica, rimanendo legato alla Chiesa cattolica. Inoltre, in quanto a totalitarismo, Hitler riuscì nell'intento di assorbire ogni aspetto della vita del cittadino tedesco nei dettami della sua visione del mondo, cosa che a nessuno nel passato recente è mai riuscito in modo altrettanto totalizzante, nemmeno al suo modello Mussolini. Com'ebbe a dichiarare esplicitamente Hitler medesimo nel suo "Mein Kampf", dovevano essere epurate tutte le peculiarità dell'individuo in quanto tale perché dai singoli soggetti si sarebbe dovuto approdare al popolo, inteso come massa univocamente inquadrata.
Entrambi i regimi totalitari condannarono l'omosessualità ma lo fecero con strumenti decisamente differenti. Franco Goretti, autore del saggio Il periodo fascista e gli omosessuali scrive:«La differenza sostanziale fra Germania e Italia è la presenza nella prima di un articolo penale, che consentiva arresto, processo e poi la creazione di campi di internamento. In Italia ci si muove nella persecuzione degli omosessuali con misure amministrative come confino, ammonizione e diffida. Un'altra differenza è il numero degli arresti: in Germania abbiamo 100 000 arresti, a cui seguono 50 000 condanne e circa 10 000 internamenti. In Italia sappiamo di circa 300 casi di confino di polizia».
Il dittatore spagnolo Francisco Franco fu denominato para-fascista per la sua dittatura feroce (vedi franchismo) e per la persecuzione nei confronti dei militanti comunisti ed anarchici, ma nonostante la sua chiara ispirazione e il concreto appoggio ricevuto dai movimenti fascisti europei, tecnicamente potrebbe essere definito "monarchico cattolico reazionario", così come i molti dittatori di matrice fascista del dopoguerra, che non riuscirono però ad attuare (salvo in parte nel caso dell'Argentina) il carattere principale che caratterizza le dittature fascista e nazista e comunista: il vero e proprio stato totalitario.
Verso la fine del Novecento, movimenti neonazisti sono sorti in diverse nazioni. Il neonazismo può includere ogni gruppo o organizzazione che esibisce un collegamento ideologico con il nazismo. Viene frequentemente, ed erroneamente, associato alla sottocultura giovanile degli skinhead. Alcuni partiti politici marginali hanno adottato idee naziste.

### Citazioni storiche
Citazione di Goering al Tribunale di Norimberga del 1946: "Hitler fu il politico più leale in tutta la storia dell'umanità: nel suo Mein Kampf aveva reso noto tutto il suo pensiero con un decennio d'anticipo sui tempi. Solo che non fu incredibilmente creduto! Ad esempio, se io fossi stato un politico francese, già al momento dell'insediamento del nostro governo, nel 1933 non avrei esitato un attimo a dichiarare guerra alla Germania!".
Alcune affermazioni di Mussolini sul nazismo:
(Benito Mussolini, secondo la testimonianza di Indro Montanelli)
(Benito Mussolini, il 6 settembre 1934)
Poi la svolta, con le leggi razziali fasciste, adottate in Italia a partire dal 1938:
(Da «La difesa della razza», direttore Telesio Interlandi, anno I, numero1, 5 agosto 1938, p. 2)
(Adolf Hitler a Obersalzberg, 20 marzo 1937)
(Adolf Hitler alla birreria "Bürgerbräukeller" di Monaco di Baviera, 1º agosto 1932)
(Adolf Hitler nell'intervista rilasciata al giornalista francese Fernand de Brinon e pubblicata sul quotidiano francese Le Matin, 10 novembre 1933)
(Len Deighton, ne "La Guerra Lampo", 1981; Longanesi & C. Editori)
(lettera aperta del generale Erich Ludendorff in data 01 febbraio 1933, indirizzata al suo collega, generale, e Presidente della Repubblica di Weimar, Paul von Hindenburg)
(da un rapporto di polizia su un comizio nazista tenuto alla birreria "Hofbräuhaus" di Monaco di Baviera, 28 agosto 1920)

## Totalitarismo nazista
Il totalitarismo nella Germania nazista ebbe un carattere di pervasività ed efficacia tali da costituire l'idealtipo di trasformazione totale della realtà sociale tedesca. Il totalitarismo nazista, alla cui base stavano la ripresa dell'economia e «il riscatto della Germania dalle umiliazioni e frustrazioni imposte dalla pace di Versailles», raggiunse un'intensità e conseguì risultati così importanti da superare il modello fascista italiano nella costruzione dello stato totalitario.

## Nazismo e religione
La relazione tra nazismo e cristianesimo può essere descritta solo come complessa e controversa. Ufficialmente il Nazismo si proclamava al di sopra delle confessioni, ma Hitler e gli altri capi nazisti facevano uso del simbolismo e delle emozioni cristiane nel propagandarsi presso il pubblico tedesco (prevalentemente cristiano). Sicuramente Hitler ammirava la forte gerarchizzazione che "...procedeva dal Vaticano fino all'ultima chiesetta nell'angolo più sperduto del mondo". Hitler sosteneva una forma di "cristianesimo positivo", nel quale Gesù Cristo era un ariano, i dogmi tradizionali erano respinti, si accusava la chiesa di avere manipolato il cristianesimo antico gnostico per fini di potere e, in modo simile agli antichi marcioniti si ripudiava l'Antico Testamento. Il suo atteggiamento personale è così descritto da un suo stretto collaboratore:
(Conversazioni di Hitler a tavola 1941-1942)
Alcuni scrittori cristiani hanno cercato di tipicizzare Hitler come un ateo o un occultista (o persino un satanista), laddove altri hanno enfatizzato l'utilizzo esplicito del linguaggio cristiano da parte del partito nazista, indipendentemente da quale fosse la sua mitologia interna. L'esistenza di un Ministero per gli Affari Ecclesiastici, istituito nel 1935 e guidato da Hanns Kerrl, venne riconosciuta a fatica da ideologi come Alfred Rosenberg, che sosteneva un confuso ritorno alla religione germanica, come pure il comandante in capo (Reichsführer) delle SS e capo della polizia tedesca Heinrich Himmler.
Le relazioni del partito nazista con la Chiesa cattolica sono dibattute. Molti sacerdoti e leader cattolici si opposero apertamente al nazismo sulla base di incompatibilità con la morale cristiana. La gerarchia cattolica condannò infine i fondamenti teorici del nazismo con l'enciclica Mit brennender Sorge (1937) di papa Pio XI. Come per molti oppositori politici, numerosi sacerdoti vennero condannati al campo di concentramento e uccisi per le loro posizioni. Il comportamento di papa Pio XII rimane comunque oggetto di una controversia storiografica. Fu al contrario favorevole al nazismo il vescovo Alois Hudal, che cercò un compromesso tra Chiesa e regime. Durante i dodici anni di vita del Terzo Reich, la Chiesa dovette subire restrizioni e vessazioni perché giudicata ostile dal governo nazista:«Il Führer è inesorabilmente determinato ad annientare le chiese cristiane dopo la vittoria», così annotò Joseph Goebbels nel suo diario il 24 maggio 1942. Durante il processo di Norimberga. uno dei capi d'accusa imputati ai leader nazisti era la persecuzione religiosa. L'accusa dichiarò infatti: «Essi (I cospiratori nazisti) hanno dichiarato il loro obiettivo di eliminare le chiese cristiane in Germania ed hanno perciò cercato di sostituirle con le istituzioni e le credenze naziste; in ordine di ciò hanno perseguito un programma di persecuzione di sacerdoti, chierici e membri di ordini monastici che essi ritenevano opporsi ai loro intenti, ed hanno confiscato le proprietà della chiesa» . I nazisti che dunque, come confessato a Norimberga, erano intenzionati a distruggere l'influenza della chiesa nella società e si adoperarono a far chiudere scuole, giornali e associazioni cattoliche, a licenziare i religiosi dalle scuole pubbliche, a togliere i crocifissi dagli edifici, a limitare i pellegrinaggi, a confiscare monasteri e a proibire la pubblicazione di articoli a carattere religioso.«Più di un terzo del clero secolare e un quinto circa del clero regolare, ossia più di 8000 sacerdoti furono sottoposti a misure coercitive (arresti illegali, prigione, campi rieducativi [...]), 110 morirono nei campi di concentramento, 59 furono giustiziati, assassinati o perirono in seguito ai maltrattamenti ricevuti» Dal conteggio sono ovviamente esclusi i laici vicino alla Chiesa e i dati riportati si riferiscono alla sola Germania e non a tutti i territori occupati, dove la persecuzione contro la chiesa fu ancora più tragica.
Esemplificativo del vero rapporto tra cristianesimo e nazismo è quanto ebbe ad affermare il gerarca Robert Ley: "La nostra fede - la nostra unica fede - quella sola che ci può salvare, è il Nazionalsocialismo e questo credo non ne tolleri alcun'altra al suo fianco! Il Cristianesimo nazionalsocialista si basa sul sangue e i appropria delle sole virtù attive, rinnegandone le virtù passive quali la moderazione, il perdono e la pietà. Non è accettato l'Antico Testamento ed il Cristianesimo positivo è un termine introdotto dal Nazionalsocialismo ed il Nazionalsocialismo è l'unico accreditato per interpretarlo!". Anche il religioso Herman Gruner, nel 1934, invitava i cristiani a far convivere nazismo e cristianesimo: "Non è antitetico esser buoni cristiani ed esser buoni nazionalsocialisti. È giunto il momento che il popolo tedesco si riconosca in Hitler, l'uomo del destino che Dio ci ha inviato per salvare la nostra Patria dalla distruzione. Dobbiamo a lui se Cristo opera finalmente tra noi. Pertanto, il Nazionalsocialismo è Cristianesimo positivo in azione tangibile e concreta"
In realtà, il Concordato che Hitler stipulerà proprio appena salito al potere, ad imitazione di quanto fece Mussolini, con la Santa Sede era solamente un'operazione cosmetica per attirare i consensi dei tedeschi tradizionalisti. Hitler stesso confiderà a Speer che "... non è mia intenzione andare oltre alla semplice firma, seppure in tutti questi anni i nostri rapporti col Vaticano si siano mostrati molto tesi, tanto che il Papa non ha voluto ricevermi durante il mio viaggio di stato in Italia (nella primavera del 1938). Di più, ho seriamente considerato di far prelevare il Pontefice dal Vaticano durante l'occupazione di Roma lo scorso mese di ottobre (1943), ma il nostro ambasciatore me lo ha caldamente sconsigliato, essendo già i nostri rapporti con la popolazione italiana pessimi. Il Vaticano è rimasta l'unica potenza con cui negozio cercando la pace e non la guerra!"

### La componente "esoterica" del nazismo
Hitler e molti gerarchi nazisti erano affascinati dalle cosiddette "scienze occulte", come ha potuto verificare Giorgio Galli in un suo famoso saggio. Hitler soleva citare alcuni aspetti di quella che definiva "La divina provvidenza", ogni qual volta scampava ad un qualche attentato, a cominciare da quando riferì d'aver udito una voce che lo esortò a spostarsi dalla posizione occupata all'interno della trincea nelle Fiandre (1914) appena in tempo per evitare d'esser straziato da un colpo di bombarda ivi piovuto. Oppure come quando - al termine del fallito colpo di Stato del 1923 - decidendo di suicidarsi sparandosi alla tempia venne affrontato con una tecnica di arti marziali dalla moglie americana del suo amico e camerata Sepp Dietrich, che gl'impedì di compiere l'atto. Il Führer ripeteva spesso ai membri del suo entourage che udiva voci od udiva e vedeva persone che agli altri non riusciva di scorgere. Hitler ed altri appartenenti al partito nazista erano appartenenti alla Società Thule (in tedesco: "Thule-Gesellschaft").

## L'attenzione al mondo anglofono
Adolf Hitler ammirava l'Impero britannico. Le teorie razziste erano state sviluppate da intellettuali britannici nel XIX secolo per controllare le popolazioni indiane e gli altri "selvaggi". Questi metodi vennero spesso copiati dai nazisti, a cominciare dai campi di concentramento, realizzati dai britannici nelle guerre boere per togliere l'appoggio della popolazione civile agli avversari.
Similarmente, nei primi anni, Hitler aveva grande ammirazione per gli Stati Uniti d'America. Hitler adorava il cinema americano ed era patito dei film con Greta Garbo, dei cartoni animati di Topolino, e dei film comici di Stanlio e Ollio. C’è da dire anche che le stesse case cinematografiche americane, pur di mantenere alta la distribuzione di pellicole in Germania scesero a compromessi adattando i film alle richieste della censura nazista.
Nel Mein Kampf, lodava gli Stati Uniti per le loro leggi anti-immigrazione e per la presenza di movimenti esplicitamente razzisti, specie negli stati del "Profondo Sud", ove era radicato il movimento del Ku Klux Klan. Secondo Hitler, l'America era una nazione di successo perché si manteneva "pura" dalle "razze inferiori". Ad ogni modo, con l'avvicinarsi della guerra, la sua opinione sugli Stati Uniti divenne più negativa e credette che la Germania avrebbe avuto una facile vittoria sugli USA proprio perché, come rilevabile dalle sue ultime considerazioni, era diventata una nazione ibrida ("Gli Stati Uniti d'America sono inquinati dalla componente negra", ebbe ad affermare al ministro italiano Galeazzo Ciano).

## I fattori che promossero il successo del nazionalsocialismo
Una questione importante riguardo al nazionalsocialismo è quella sui fattori che promossero il suo successo negli anni venti e trenta del Novecento, non solo in Germania ma anche in altri paesi europei, ferme restando le particolarità storiche dei singoli paesi. Infatti movimenti nazionalisti si potevano trovare in Svezia, Regno Unito, Italia, Spagna e Stati Uniti.
Tra i fattori si possono includere:
- La devastazione economica in Europa dopo la prima guerra mondiale, con la disoccupazione di massa e l'impoverimento generale dovuto all'iperinflazione.
- La perdita di orientamento di molte persone dopo il crollo delle monarchie in molte nazioni europee.
- Il percepito coinvolgimento degli ebrei nelle speculazioni della prima guerra mondiale
- Il rifiuto del comunismo indotto dagli stessi avversari dei nazisti
- Il controllo e l'uso strumentale dei mezzi di comunicazione di massa
- La creazione di una sorta di nuova religione di massa che coinvolgeva gli individui, deresponsabilizzandoli.
- Il crollo economico a Wall Street propagatosi a tutte le nazioni del mondo.

Una considerazione a parte va fatta per il peso che il Trattato di Versailles ha avuto nei confronti della Germania, sia da un punto di vista economico sia da un punto di vista simbolico: le difficoltà economiche tedesche dopo la Grande Guerra e le umiliazioni imposte dal trattato hanno portato ad un desiderio di rivalsa e di potenza nel popolo tedesco che era ben rappresentato dal nazionalsocialismo. Inoltre spesso si dimentica che il primo punto del programma del partito nazionalsocialista era la riunione di tutti i tedeschi d'Europa in un unico stato, punto che perseguiva il diritto all'autodeterminazione dei popoli che fu negato alle genti di etnia tedesca del defunto impero asburgico alla fine della prima guerra mondiale, questo fattore unito ai punti citati sopra contribuirono alla coagulazione di tutto l'elettorato nazionalista pangermanista presente nella repubblica di Weimar.

## Nazismo e socialismo
Il nazionalsocialismo nelle sue forme originarie, soprattutto dal punto di vista ideologico, è stata una forma di operaismo simile al socialismo, per il comune obbiettivo dello strato sociale a cui entrambi si rivolgevano, mirando a divenire partiti di massa. Diametralmente opposto l'approccio e i riferimenti ideologici e culturali ispiratori nei due movimenti, della giustizia sociale all'uguaglianza economica, alla proprietà privata, per finire poi, come esposto nel programma ideologico del partito nazionalsocialista (Mein Kampf, ideato prima del Putsch di Monaco del 1923 e scritto durante la reclusione conseguente), al fascismo italiano come modello ed a genocidi nella storia come quello compiuto nei paesi comunisti (come l'URSS dove tra Lenin e Stalin trovarono la morte quasi 50.000.000 di persone mediante rastrellamenti e deportazione nei gulag, fosse comuni, esecuzioni sommarie ed altro ancora) ancora prima il genocidio dei pellerossa americani negli USA come riferimento per risolvere il problema delle minoranze.
Il nazismo, inteso come la corrente politica che si è diffusa in Europa dal regime totalitario di Hitler in Germania, per alcuni invece si configura ideologicamente in una corrente sostanzialmente diversa dal nazionalismo-socialista originario; anzi, qualche storico ritiene che il nazionalismo estremo di Hitler abbia solamente pochi punti in comune con il nazional-socialismo che era nato in precedenza. Per la maggioranza degli storici in ogni caso, considerando anche l'adesione di Hitler fin dal 1919 all'originario Deutsche Arbeiterpartei, fondato nello stesso anno e la sua veloce ascesa al comitato direttivo centrale già dal 1920 il problema delle origini sarebbe inesistente.
Hitler adottò alcune forme esteriori comuni a tutti i movimenti di massa, prima fra tutti la partecipazione oceanica della popolazione ai momenti emotivamente più forti messi in atto dalla propaganda del partito. Appena giunto al potere, per blandire la classe operaia in gran parte simpatizzante per la sinistra, istituì la festa del Primo Maggio, ma ideologicamente fu sempre fortemente avverso a parte dei principi tipici del marxismo e all'internazionalismo socialista.

## Il termine "nazista" nella cultura di massa
Il termine nazista viene tutt'oggi usato in vari modi, il più delle volte in modo assolutamente a-storico ed improprio. Ad esempio viene spesso usato per descrivere gruppi di persone che cercano di forzare l'esito del proprio volere spingendosi oltre al lecito (detto popolare: sei un nazista!). Nella quasi totalità dei casi, l'uso di questo termine continua ad avere una connotazione fortemente negativa e perciò offensiva per chi ne viene fatto oggetto.